# Йонуц Анрей
Йонут Анрей (рум. Ionuţ Andrei, 20 грудня 1985, Скіту-Голешть) — румунський бобслеїст, розганяючий, виступає за збірну Румунії з 2004 року. Взяв участь у зимових Олімпійських іграх у Ванкувері, де його четвірка фінішувала п'ятнадцятою. Багаторазовий переможець національних першостей, кубків Європи та Північної Америки.